# Tarachidia parvula
Tarachidia parvula là một loài bướm đêm trong họ Noctuidae.